# Град илузија
Град илузија (енгл. The Bad and the Beautiful; „Лош и лепа”) је амерички драмски филм из 1952. године, режисера Винсента Минелија, према сценарију који је Чарлс Шни написао на основу приче „О добру и злу” Џорџа Бредшоа. Главне улоге у филму тумаче Лана Тарнер, Кирк Даглас, Волтер Пиџон, Дик Пауел, Бари Саливан, Глорија Грејам, Гилберт Роланд, Лео Г. Керол и Ванеса Браун. Радња прати филмског продуцента који намерава да окупи троје својих некадашњих сарадника за свој нови пројекат, док кроз флешбекове приказује како их је током своје каријере бездушно искоришћавао.
Филм је премијерно приказан 25. децембра 1952. у Лос Анђелесу, док је у америчким биоскопима изашао 15. јануара 1953. године. Наишао је на позитивне рецензије критичара и зарадио преко 3 милиона долара широм света. Био је номинован за шест Оскара, а победу је однео у пет категорија: за најбољу споредну глумицу (Глорија Грејам), најбољи сценарио, најбољу црно-белу сценографију, најбољу црно-белу фотографију и најбољу црно-белу костимографију. Године 2002. Конгресна библиотека одабрала је Град илузија за чување у Националном регистру филмова Сједињених Америчких Држава због „културног, историјског, или естетског значаја”.

## Радња
У Холивуду, редитељ Фред Ејмијел, филмска звезда Џорџија Лорисон и сценариста Џејмс Ли Бартлоу одбијају да телефоном разговарају са Џонатаном Шилдсом, који се тренутно налази у Паризу. Филмски продуцент Хари Пебел окупља их у својој канцеларији и објашњава да Шилдс има нову идеју за филм и да жели да њих троје учествују у пројекту. Шилдс не може сам да обезбеди финансирање, али с њиховим именима не би имао никаквих проблема. Пебел их моли да му дозволе да позове Шилдса пре него што донесу коначну одлуку. Док чекају Шилдсов позив, Пебел их уверава да разуме зашто су одбили да разговарају с њим. Њихова повезаност са Шилдсом затим се открива кроз серију флешбекова.
Шилдс је син озлоглашеног бившег шефа студија, ког је индустрија одбацила. Старији Шилдс је био толико непопуларан да је његов син морао да унајми статисте како би присуствовали његовој сахрани. Упркос лошем гласу због оца, млађи Шилдс је решен да успе у Холивуду. Шилдс склапа партнерство с амбициозним редитељем Ејмијелом, ког упознаје на очевој сахрани. Намерно губи новац који нема у партији покера с филмским директором Пебелом како би га убедио да му дозволи да дуг отплати као продуцент. Шилдс и Ејмијел уче занат радећи филмове Б продукције за Пебела. Када један од њихових филмова постане хит, Ејмијел сматра да су спремни за озбиљнији пројекат. Шилдс представља њихову нову идеју студију и добија буџет од милион долара за продукцију. Међутим, издаје Ејмијела тако што режију поверава искусном редитељу. Филм остварује успех, Шилдс оснива сопствени студио, а Пебел почиње да ради за њега. Ејмијел касније осваја Оскара.
Шилдс упознаје Џорџију Лорисон, алкохоличарку и неуспелу глумицу, ћерку познатог глумца коме се Шилдс дивио. Појачава јој самопоуздање и даје јој главну улогу у свом филму, упркос противљењу свих осталих. Када се она заљуби у њега, он јој дозвољава да верује да осећа исто, како би је одржао стабилном и добио потребну глумачку изведбу. После премијере, која ју је преко ноћи учинила славном, она га затиче с глумицом Лилом. Он јој хладно говори да никада неће дозволити да било ко има толики утицај на њега. Сломљена, Џорџија раскида уговор и одлази. Уместо да је тужи, Шилдс је пушта да оде у други студио. Она потом постаје једна од највећих звезда Холивуда.
Бартлоу је професор на малом колеџу који је написао бестселер чија је филмска права Шилдс купио. Шилдс жели да он сам напише сценарио, али Бартлоу није заинтересован. Међутим, његова супруга Розмари јесте, па он пристаје. У Холивуду, њена стална ометања спречавају га да ради. Шилдс ангажује пријатеља, углађеног глумца Виктора „Гауча” Риберу, да је забавља. Бартлоу, ослобођен сметњи, напредује са сценаријем. Међутим, Розмари бежи с Гаучом, а обоје гину у авионској несрећи. Када сценарио буде завршен, Шилдс наговара очајног Бартлоуа да остане у Холивуду и учествује у продукцији, док он сам преузима режију. Као дебитантски редитељ, Шилдс потпуно упропаштава филм, што га доводи до банкрота. Када нехотице открије да је имао улогу у Розмарином односу с Гаучом, Бартлоу га напушта. Касније пише роман инспирисан својом женом, што му доноси Пулицерову награду.
Након сваког флешбека, Пебел саркастично потврђује да је Шилдс „уништио” њихове животе, иако су сада сво троје на врхунцу своје професије, захваљујући њему. На крају, стиже Шилдсов позив, и Пебел пита да ли ће пристати да раде с њим још једном. Сво троје одбијају. Док одлазе, Пебел наставља разговор с Шилдсом. Они на крају прислушкују разговор преко друге слушалице, док Шилдс излаже своју нову идеју. Како прича одмиче, делују све више заинтересовани.

## Улоге
| Глумац         | Улога                 |
| -------------- | --------------------- |
| Лана Тарнер    | Џорџија Лорисон       |
| Кирк Даглас    | Џонатан Шилдс         |
| Волтер Пиџон   | Хари Пебел            |
| Дик Пауел      | Џејмс Ли Бартлоу      |
| Бари Саливан   | Фред Ејмијел          |
| Глорија Грејам | Розмари Бартлоу       |
| Гилберт Роланд | Виктор „Гаучо” Рибера |
| Лео Г. Керол   | Хенри Витфилд         |
| Ванеса Браун   | Кеј Ејмијел           |
| Пол Стјуарт    | Сид                   |
| Семи Вајт      | Гас                   |
| Елејн Стјуарт  | Лајла                 |
| Иван Тризо     | Фон Елстајн           |